# Eliozeta pellucens
Eliozeta pellucens är en tvåvingeart som först beskrevs av Fallen 1820.  Eliozeta pellucens ingår i släktet Eliozeta och familjen parasitflugor. Arten är reproducerande i Sverige. Inga underarter finns listade i Catalogue of Life.